# Diosmina
La diosmina (diosmetin 7-O-rutinósido), también conocida como venosmina, es un derivado de flavona, un glucósido de diosmetina, y a su vez es el derivado 4'-metoxi de luteolina. Se encuentra en forma natural, principalmente en los cítricos, familia Rutaceae, pero también en hierbas como Teucrium gnaphalodes. Es un fármaco flebotrópico oral utilizado en el tratamiento de la enfermedad venosa, es decir, insuficiencia venosa crónica (CVI), que incluye araña y venas varicosas, hinchazón de las piernas (edema), estasis y úlceras venosas. También se usa como una terapia adjunta independiente o quirúrgica para tratar las hemorroides.

## Diosmina sintética
Debido a la gran demanda para uso farmacéutico, también se prepara semi-sintéticamente por deshidrogenación de hesperidina, v.g. con yodo en piridina. La diosmina tiene 10 estereocentros. Es un fármaco flebotrópico oral utilizado en el tratamiento de la enfermedad venosa, es decir, insuficiencia venosa crónica (CVI) que incluye araña y venas varicosas, hinchazón de las piernas (edema), estasis y úlceras venosas. También se usa como una terapia adjunta independiente o quirúrgica para tratar las hemorroides.
Existen extensos ensayos clínicos que muestran que la diosmina mejora todas las etapas de la enfermedad venosa, incluidas las úlceras venosas y mejora la calidad de vida. No hay estudios prospectivos en la enfermedad arterial.
Este fármaco es actualmente un medicamento recetado en algunos países europeos (nombres comerciales Dio-PP, Venotec, Daflon, Detralex, Vasculera, Arvenum), que contiene un 90% de diosmina y un 10% de hesperidina, y se vende como un suplemento nutricional en los Estados Unidos.
Se ha encontrado que la diosmina es eficaz para mitigar la hiperglucemia en ratas diabéticas. También se especula que podría tener potencial en el tratamiento de enfermedades neurodegenerativas, como la enfermedad de Alzheimer, y su actividad antiinflamatoria y antiapoptótica se ha demostrado en células neuronales, in vitro.

## Mecanismos
[cita requerida]
La diosmina prolonga el efecto vasoconstrictor de la norepinefrina en la pared de las venas, lo que aumenta el tono venoso y, por lo tanto, reduce la capacidad venosa, la distensibilidad y la estasis. Esto aumenta el retorno venoso y reduce la hiperpresión venosa presente en pacientes con CVI.
La diosmina mejora el drenaje linfático al aumentar la frecuencia y la intensidad de las contracciones linfáticas y al aumentar el número total de capilares linfáticos funcionales. Además, combinada  con hesperidina disminuye el diámetro de los capilares linfáticos y la presión intralinfática.
En el nivel de microcirculación, la diosmina reduce la hiperpermeabilidad capilar y aumenta la resistencia capilar al proteger la microcirculación de procesos dañinos.
La diosmina reduce la expresión de las moléculas de adhesión endotelial (ICAM1, VCAM1) e inhibe la adhesión, la migración y la activación de los leucocitos a nivel capilar. Esto conduce a una reducción en la liberación de mediadores inflamatorios, principalmente radicales libres de oxígeno y prostaglandinas (PGE2, PGF2a).

## Estado regulatorio
La diosmina se distribuye en los EE. UU. como un suplemento dietético y como un alimento médico recetado. 
La FDA concluyó que no había pruebas suficientes sobre las cuales basar una expectativa de seguridad. 
Sin embargo, los productos de diosmina se han utilizado en Europa durante más de 40 años sin problemas de seguridad. Una empresa que comercializa suplementos de diosmina, Nutratech, ha respondido que se puede esperar razonablemente que diosmina sea segura sobre la base de ensayos clínicos, y tiene una larga historia de uso en Europa. En los EE. UU., los suplementos dietéticos están regulados por la Ley de Salud y Educación de Suplementos Dietéticos de 1994, que no requiere prueba de eficacia siempre que no se realicen declaraciones de propiedades saludables específicas. La versión mejorada de diosmina, Vasculera, se vende como un producto alimenticio médico. Según la regulación de la FDA, los productos alimenticios médicos deben obtener el estado GRAS (generalmente reconocido como seguro) y tener una eficacia científicamente probada.